# Quirino Mendoza y Cortés
Quirino Fidelino Mendoza y Cortés (Tulyehualco, Xochimilco, 10 de mayo de 1862-Ciudad de México, 9 de noviembre de 1957) fue un músico y compositor mexicano, autor de la canción tradicional «Cielito lindo» y la polka «Jesusita en Chihuahua». Fue discípulo de Everardo Ibarra Rodríguez.

## Biografía
A temprana edad, su padre le enseñó a tocar instrumentos. Siendo adolescente fue organista de iglesia en Milpa Alta y Xochimilco. 
En 1880, compuso su primera obra la cual se llamó "Mi bendito Dios". Después de componer varias piezas religiosas, decidió incursionar en otros géneros musicales tales como himnos, polkas, mazurcas, corridos, valses, huapangos, pasodobles, marchas, cantos infantiles, boleros y canciones rancheras. Paralelamente fue profesor de primaria y maestro de música durante sesenta y dos años.
Conoció a Catalina Martínez —mujer que tenía un lunar cerca de la boca— con quien se casó, y en quien se inspiró para componer la canción "Cielito lindo". Esta canción se popularizó rápidamente en todo México y rápidamente pasó a ser un éxito  mundial. En 1916, durante la época de la Revolución mexicana, compuso la polka "Jesusita en Chihuahua". Fue teniente coronel y director de la orquesta de guerra. Entre sus múltiples composiciones se encuentran "Rosalía", "Joaquinita", "Xochimilco", "La noche tendió su manto", "Honor y gloria", "Pasión", "Rosenda", "Luz", "Las espuelas de Amozoc" y "Alegría de vivir".

## Reconocimientos
En el ramo educativo obtuvo la medalla "Maestro Manuel Altamirano" por haber cumplido cincuenta y ocho años en el servicio educativo y una medalla otorgada por la Preparatoria Artística # 4. En el ramo musical, una mención honorífica por el presidente Harry S. Truman, una mención honorífica del emperador japonés Hirohito, y menciones honoríficas de los gobiernos de Chile, Honduras, Venezuela y Cuba por la canción "Cielito lindo". Logró obtener diplomas, trofeos, discos de oro y placas metálicas de reconocimiento.
El 12 de octubre de 1919 fue galardonado en el Palacio Real de Madrid con una medalla, por haber compuesto un himno al rey de España Alfonso XIII. El Club Internacional de Mujeres le rindió un homenaje por haber organizado una orquesta típica femenina, de quienes además fue maestro. Murió el 9 de noviembre de 1957 a causa de una embolia cerebral en la Ciudad de México, fue sepultado en el  lote de Los Hombres Ilustres de Xochimilco.